# 日本室内陸上競技選手権大会
日本室内陸上競技選手権大会（にほんしつないりくじょうきょうぎせんしゅけんたいかい）は、1961年から1963年まで東京体育館で開催されていた室内の陸上競技大会である。

## 概要
東京オリンピックに向けた選手強化の一環として、公式にボード・トラックを使用した日本初の室内陸上競技大会である「第1回NHK室内国際大会」が1961年3月18日と19日に、その3日後の22日と23日に「第1回日本室内選手権」が東京体育館で開催された。NHKが経費を負担し、全米体育協会の設計図をモデルに製作した1周133.33m（3周で400m、直走路60m）のボード・トラックを設置して行われたこの大会には、リビオ・ベルッティ、マレー・ハルバーグ、ドン・ブラッグなどのローマオリンピック金メダリストらが招待された。
第2回大会は1962年3月17と18日に「第2回NHK室内兼第2回日本室内選手権」として行われたが、今大会からトラック1周を160y（146.3m）にして、フィニッシュラインから後ろが約20m延長された。また、第1回大会は館内がとても寒かったことから、東京ガスに依頼して暖房器具が48基設置された。今大会もラルフ・ボストン、マレー・ハルバーグ、ピーター・スネルなどのローマオリンピック金メダリストらを招待すると、男子880yでピーター・スネルが1分49秒9の室内世界記録を樹立。日本選手も女子走高跳で堤絹子が1m68の室内日本記録を樹立した。
第3回大会は1963年3月30日と31日に行われ、9つの室内日本記録が誕生した。しかし、強化関係者の激しい議論の末、今大会を最後に室内陸上競技は中止され、日本室内選手権も終了となった。室内陸上競技の推進者である安田矩明は中止の理由について、屋外と室内のスパイクの感触の違い、国内のトップ選手はこの時期本調子ではない、室内暖房が不十分、観客が少なくて盛り上がらない、と説明した。
第3回大会を最後に、長きに渡り室内競技の日本選手権は開催されてこなかった。
但しジュニア区分の日本室内選手権として、毎年2月に日本ジュニア室内陸上競技大阪大会（2018年はU20日本室内陸上競技大阪大会）が開催されてきた。
2019年に、U20日本室内陸上競技大阪大会から日本室内陸上競技大阪大会に大会名を変更し、シニアの一部種目がオープン種目として行われた。
2020年の日本室内陸上競技大阪大会はシニアの部を設け、シニアの部に限り「第 103 回日本陸上競技選手権大会・室内競技」として開催することが決定された。
57年ぶりに日本室内選手権が復活することになった。

## 大会一覧
| 回数  | 開催日程             | 開催会場   |
| ----- | -------------------- | ---------- |
| 第1回 | 1961年3月22日 - 23日 | 東京体育館 |
| 第2回 | 1962年3月17日 - 18日 | 東京体育館 |
| 第3回 | 1963年3月30日 - 31日 | 東京体育館 |

## 実施種目
- 男子
  - 50m （1961, 1962年）
  - 60y （1961, 1962, 1963年）
  - 300y （1962, 1963年）
  - 400m （1961年）
  - 800m （1961年）
  - 880y （1962, 1963年）
  - 1500m （1961年）
  - 1マイル （1961, 1962, 1963年）
  - 2マイル （1962, 1963年）
  - 3000m （1961年）
  - 55mハードル （1961年）
  - 60yハードル （1962, 1963年）
  - 4×400mリレー （1961年）
  - 1マイルリレー （1962, 1963年）
  - 走高跳 （1961, 1962, 1963年）
  - 棒高跳 （1961, 1962, 1963年）
  - 走幅跳 （1962, 1963年）
  - 砲丸投 （1963年）

- 女子
  - 50m （1961年）
  - 60y （1961, 1962, 1963年）
  - 150m （1961年）
  - 150y （1962, 1963年）
  - 800m （1961年）
  - 880y （1962, 1963年）
  - 55mハードル （1961年）
  - 60yハードル （1962, 1963年）
  - 走高跳 （1961, 1962, 1963年）
  - 走幅跳 （1962, 1963年）
  - 砲丸投 （1963年）